# The Sun and the Rainfall
The Sun and the Rainfall este o instrumental piesă a formației britanice Depeche Mode. Piesa a apărut pe albumul A Broken Frame, în 1982.